# 김정호 (1956년)
김정호(金仲麟, 1956년~)는 조선민주주의인민공화국의 군인이자 정치인으로, 최고인민회의 대의원, 사회안전상 , 조선민주주의인민공화국 국무위원회 위원 등을 역임했다.